# Řehnice (Krnsko)
Řehnice je malá vesnice, část obce Krnsko v okrese Mladá Boleslav. Nachází se 1,5 kilometru severně od Krnska. Řehnice je také název katastrálního území o rozloze 2,31 km².

## Historie
První písemná zmínka o vesnici pochází z roku 1319 a připomíná Mikuláše z Řehnic, služebníka pánů z Michalovic. Roku 1360 byla část řehnických polí prodána strenické faře. Roku 1377 žil Budík z Řehnic a o čtyři roky později byl zmíněn Zdeněk z Řehnic, který žil ještě roku 1400. Zbyňka z Řehnic roku 1414 koupila plat v Chlumíně. Zmínka z roku 1438 o bratrech Janu Smutkovi a Petru Hochovi z Řehnic se může vztahovat k jiným Řehnicím.
Panským sídlem ve vsi bývala snad už od čtrnáctého století tvrz, ale brzy zanikla a v šestnáctém století už nebyla v majetkových zápisech uváděna. K roku 1448 byl zmíněn Vančura z Řehnic, za nějž byla vesnice rozdělena na dva díly. Jeden vlastnili Vančurové z Řehnic jako součást krnského panství do roku 1726 a druhý patřil k Beznu a ke krnskému panství byl připojen až v roce 1726.

## Pamětihodnosti
- Usedlost čp. 18

## Rodáci
- Jan Václav Dubský (1882–1946) – český analytický chemik